# Gedenkzuil 200 jaar C. Kersten & Co
De gedenkzuil 200 jaar C. Kersten & Co is bevestigd aan een pilaar van de Suriname Times Mall op de hoek van de Domineestraat en de Steenbakkerijstraat in Paramaribo, Suriname.
De zuil werd gemaakt door de Nederlandse kunstenaar Nicolaas Wijnberg i.s.m. architectenbureau Van Oerle en Schrama. Het werd gratis naar Suriname vervoerd door Koninklijke Nederlandse Stoomboot-Maatschappij. Het herinnert aan het 200-jarige jubileum van C. Kersten & Co op 29 juni 1968. Dit bedrijf was eigenaar van deze mall die rond 2014 werd verkocht. Het bedrijf is eigendom van de (Moravische) Evangelische Broedergemeente (EBS) in Zeist, waar de Evangelische Broedergemeente Suriname tot 1956 onderdeel van was. De onthulling werd op 23 juni 1968 verricht door mevrouw Mittemeyer, de echtgenote van J.F. Mittemeyer, een dominee en voorzitter van het directorium van de EBG. Enkele functionarissen van het bedrijf ontvingen tijdens het jubileum koninklijke onderscheidingen.
Anders dan tijdens het 150-jarige jubileum, waarbij feestelijkheden achterwege bleven vanwege de Eerste Wereldoorlog, werd in 1968 uitgebreid stilgestaan bij het 200-jarige jubileum. De viering duurde twee weken en werd op 14 juni ingeluid met een kindermiddag en op 1 juli afgesloten met een Ketikoti-show. Op 24 juni vond het hoogtepunt plaats met de herdenking in het Star Theater in de Zwartenhovenbrugstraat. Onder de aanwezigen bevonden zich gouverneur Johan Ferrier, premier Jopie Pengel en minister Johan Kraag. Er waren ook tientallen buitenlandse gasten aanwezig, onder wie Moravische bisschop Foy uit Zuid-Afrika. Kersten doneerde deze dag 500.000 Surinaamse gulden voor de oprichting van een geriatrisch centrum en 200.000 gulden voor het pensioenfonds van het bedrijf.